# Ned Parker
Ned Parker, es un personaje ficticio de la serie de televisión australiana Neighbours, interpretado por el actor Daniel O'Connor del 9 de agosto de 2005 hasta el 31 de julio de 2008.